# Поляны (Скопинский район)
Поляны — село в Скопинском районе Рязанской области России, административный центр Полянского сельского поселения.

## География
Село расположено в 19 км на юг от райцентра города Скопин.

## История
Время построения первого храма в честь Георгия Победоносца в селе Поляны неизвестно. В 1793 году был построен деревянный храм с тем же храмонаименованием, но вместо него, возможно, к тому времени обветшавшему, в 1843 году был вновь возведен также деревянный храм с тем же храмонаименованием. К XX веку храм пришел в ветхость, и на его месте был сооружен каменный храм во имя Георгия Победоносца. В клировых ведомостях за 1914 год указано: «Новый каменный храм был возведен в 1914 году на средства прихожан и благодетелей. Каменный с такою же колокольней, покрыт железом».
В XIX — начале XX века село являлось центром Полянской волости Скопинского уезда Рязанской губернии. В 1906 году в селе было 297 дворов.
С 1929 года село являлось центром Полянского сельсовета Скопинского района Рязанского округа Московской области, с 1932 года — в составе Ряжского района, с 1935 года — в составе Желтухинского района, с 1937 года — в составе Рязанской области, с 1956 года — в составе Скопинского района, с 2005 года — центр Полянского сельского поселения.

## Население
| 1859 | 1897  | 1906  | 2010 |
| ---- | ----- | ----- | ---- |
| 1097 | ↗1901 | ↗2388 | ↘515 |

## Инфраструктура
В селе имеются Полянская основная общеобразовательная школа (Филиал МБОУ Чулковская СОШ), детский сад, дом культуры, фельдшерско-акушерский пункт, отделение связи. 

## Достопримечательности
В селе расположена Церковь Георгия Победоносца (1914).